# Didymophysa fedtschenkoana
Didymophysa fedtschenkoana är en korsblommig växtart som beskrevs av Eduard August von Regel. Didymophysa fedtschenkoana ingår i släktet Didymophysa och familjen korsblommiga växter.

## Underarter
Arten delas in i följande underarter:
- D. f. fedtschenkoana
- D. f. incisa